# Voltana Ademi
Voltana Vehbi Ademi (ur. 30 września 1974 w Szkodrze) – albańska polityk i informatyk, burmistrz Szkodry w latach 2015–2022.

## Życiorys
Pochodzi z rodziny przedsiębiorców ze Szkodry, prześladowanej w czasach reżimu komunistycznego. Jest córką Vehbi i Kydrete. Po ukończeniu szkoły artystycznej Prenk Jakova w Szkodrze studiowała informatykę na Wydziale Nauk Przyrodniczych Uniwersytetu Tirańskiego. Po studiach prowadziła wykłady z programistyki dla studentów Uniwersytetu Luigji Gurakuqiego w Szkodrze.
Od 1996 związana politycznie z Demokratyczną Partią Albanii, w 2005 weszła w skład Rady Narodowej partii. W latach 2003–2008 kierowała Forum Ligi Demokratycznej Kobiet w Szkodrze. Od 2003 zasiadała w radzie miejskiej Szkodry, rok później obejmując stanowisko zastępcy burmistrza. W latach 2011–2013 pełniła funkcję prefekta Okręgu Szkodra i zasiadała w parlamencie albańskim jako deputowana Demokratycznej Partii Albanii. W czerwcu 2015 zwyciężyła w wyborach municypalnych, pokonując kandydata lewicy Keti Bazhdariego i obejmując stanowisko burmistrza Szkodry.
W wyborach w czerwcu 2019 zwycięstwo odniósł kandydat Socjalistycznej Partii Albanii Valdrin Pjetri, ale wobec ujawnienia faktu złamania przez niego ustawy dekryminalizacyjnej, stanowisko sprawowała nadal Voltana Ademi. W czasie kampanii przed wyborami parlamentarnymi, w marcu 2021 premier Albanii Edi Rama odwiedził Szkodrę i publicznie zaatakował władze tego miasta, w tym osobiście Voltanę Ademi, oskarżając ją o ignorancję i określając Szkodrę jako najbrudniejsze i najbardziej zacofane miasto Albanii. Do 2021 pełniła funkcję przewodniczącej Związku Gmin i Miast Albanii, w czerwcu 2021 utraciła to stanowisko. Prezydent Albanii, Ilir Meta podpisał dekret o przeprowadzeniu wyborów uzupełniających w Szkodrze 6 marca 2022. W styczniu 2022 Ademi oświadczyła, że nie będzie ubiegać się o kolejną kadencję na stanowisku burmistrza Szkodry. W marcu 2022 zastąpił ją na stanowisku burmistrza Bardh Spahia.

## Życie prywatne
Jest mężatką (mąż Fran Mjeda), ma jednego syna.